# Villava
Villava in castigliano e Atarrabia in basco, è un comune spagnolo di 10 462 abitanti situato nella comunità autonoma della Navarra.

È la città natale dell'ex ciclista Miguel Indurain.